# Чайгарагоюнлу
Чайгарагоюнлу (азерб. Çayqaraqoyunlu) — село в Шекинском районе Азербайджана.
Уроженцем села Чайгарагоюнлу является: Зафар Газанфар оглы Юсибов — полковник Внутренних войск МВД Азербайджана, участник Второй Карабахской войны, «Герой Отечественной войны».

## География
Чайгарагоюнлу расположено в предгорной местности на правой стороне реки Алиджанчай к югу от районного центра Шеки. Близлежащий населённый пункт посёлок — Туран.

## История
В «Описание Шекинской провинции, составленное в 1819 году, по распоряжению главноуправляющего в Грузии Ермолова, генерал-майором Ахвердовым и статским советником Могилёвским», говорится, что в «татарской» (азербайджанской) деревне Каракуюнны Шекинского магала управляемой сельским юзбаши положенный доход по духовной части, принадлежит Абдулла-Эфенди, по талаге данной ему Измаил-Ханом.
По материалам посемейных списков на 1886 год, в Каракоюнлы Нухинского уезда Елисаветопольской губернии насчитывалось 218 дымов и 1414 жителей (741 мужчина и 595 женщин) и все «татары»-сунниты (азербайджанцы-сунниты), из которых 1405 крестьян на казённой земле (793 мужчин и 612 женщин; 217 дымов) и 9 представителей суннитского духовенства (7 мужчин и 2 женщины).
Согласно результатам Азербайджанской сельскохозяйственной переписи 1921 года в селе Чай-Каракоюнлу Нухинского уезда Азербайджанской ССР имелось 123 хозяйства, население численностью 571 человек — тюрки-азербайджанцы.
По состоянию на 1986 год численность населения села составляла 1055 человек. Жители занимались животноводством и разведением зерновых. Имелись школа-восьмилетка, клуб, библиотека.